# Nationalitätenkonflikt
Ein Nationalitätenkonflikt oder Nationalitätenkampf ist ein Konflikt zwischen verschiedenen Völkern bzw. Nationalitäten innerhalb eines Staates.
Durch eine politische und religiöse Unterdrückung einzelner Nationalitäten können diese Konflikte zu gewaltsamen Auseinandersetzungen bis hin zum Bürgerkrieg oder terroristischen Aktivitäten eskalieren.
Beispiele: das ehemalige Jugoslawien, die Kaukasusregion, der Kurdenkonflikt u. a. in der Türkei und im Irak, der Konflikt zwischen Hutu und Tutsi in Ruanda, die Bürgerkriege im Sudan, im Kongo, Afghanistan.
Ursache zahlreicher Nationalitätenkonflikte ist die Grenzziehung bei der Bildung der Nationalstaaten durch den Kolonialismus. Zum einen wurden Grenzen aus strategischen Überlegungen mitten durch die Siedlungsgebiete einzelner Nationalitäten gezogen (Beispiel: Kurden). Andererseits wurden sprachlich, kulturell oder religiös völlig verschiedene Völker in einem Staat zusammengefasst, der nicht als gemeinsamer Staat empfunden wird, wirtschaftliche Interessen aber die friedliche Separation verhindern (Beispiel: Sudan).